# Maria Dembińska

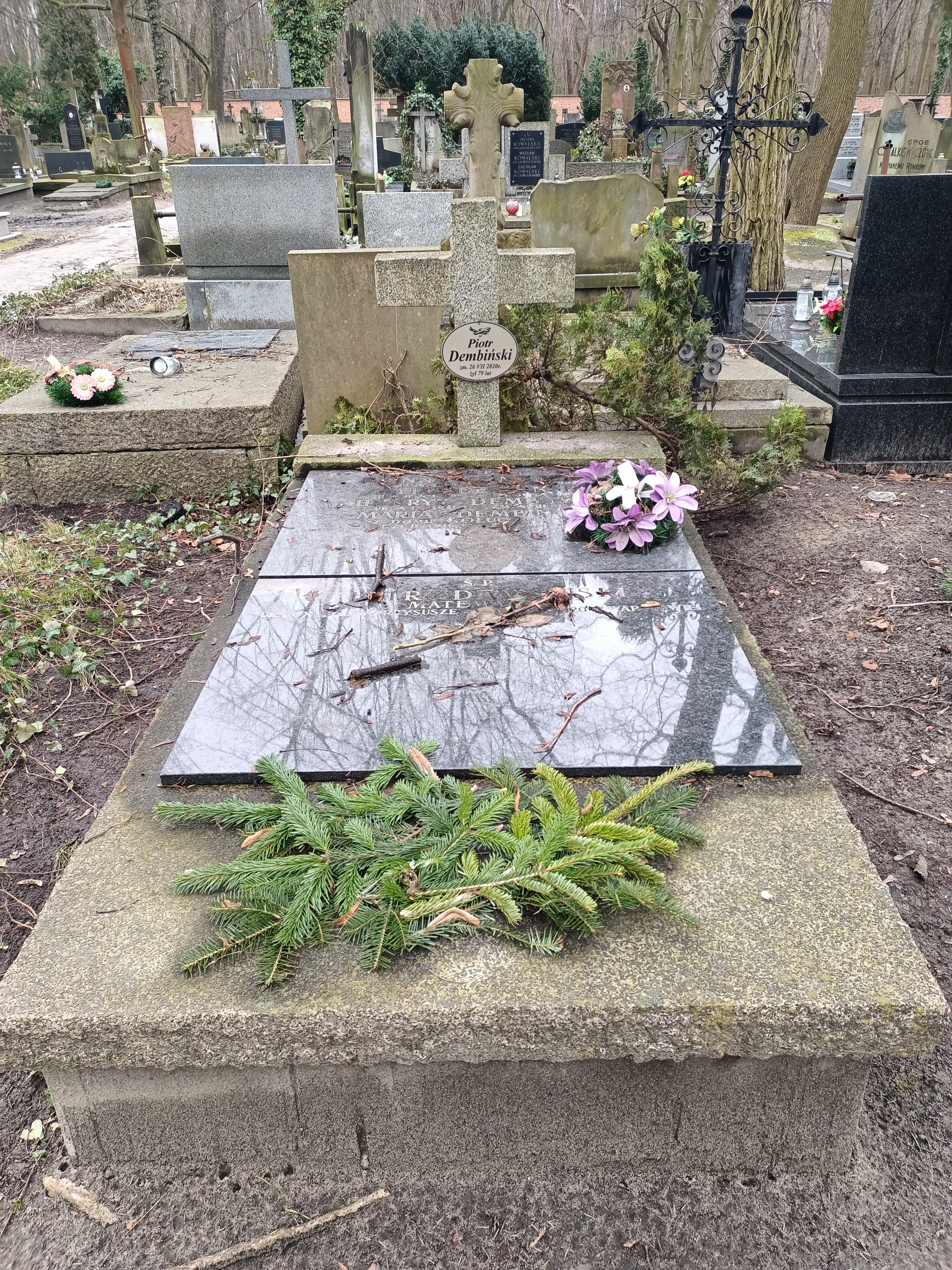
Nagrobek Marii Dembińskiej na Cmentarzu Powązkowskim

Maria Anna Zofia Dembińska (de domo Gołuchowska, ur. 21 lutego 1916 w Wiedniu, zm. 1 listopada 1996 w Warszawie) – polska mediewistka, historyczka, profesor doktor habilitowany. Specjalizowała się w historii średniowiecznej kultury materialnej (historii żywienia).

## Życiorys
Ojcem Marii Gołuchowskiej był Wojciech Maria Agenor Gołuchowski – wojewoda lwowski, senator IV kadencji II RP. Matką zaś jego żona hrabina Zofia-Maria Gołuchowska (de domo Baworowska).
Maria Gołuchowska dzieciństwo spędziła w majątku rodzinnym w Janowie, na Kresach. Zdała tam też maturę. Następnie, w 1934 rozpoczęła studia historyczne na paryskiej Sorbonie. Przerwała je jednak i powróciła na Kresy, by kontynuować studia na Uniwersytecie Jana Kazimierza we Lwowie. Zamążpójście (1937), a następnie II wojna światowa, przerwały jej studia.
Wyszła za mąż za Henryka Antoniego Dembińskiego (1911–1986), właściciela majątku Przysucha. Po ślubie przeniosła się do majątku męża, by wraz z nim prowadzić majątek. Tam też spędziła okres okupacji. W majątku znajdowali schronienie uciekinierzy tak z Kresów jak i z regionu Poznania.
Urodziła sześcioro dzieci: Annę Marię (ur. 1938), Rafała (ur. i zm. 1939), Piotra Antoniego (1940– 2020), Elżbietę (ur. 1944), Joannę (1946–1964), Martę (ur. 1950).
Do przerwanych studiów powróciła po wojnie już w Warszawie, gdzie ukończyła je na Uniwersytecie Warszawskim.
Zmarła 1 listopada 1996 roku w Warszawie, pochowana (wraz ze zmarłym 10 lat wcześniej mężem) na cmentarzu Powązkowskim (kwatera 303-5-3).

## Praca
Po ukończeniu studiów historycznych na UW, przez wiele lat pracowała w Instytucie Historii Kultury Materialnej PAN. Tam też na początku lat 60. obroniła – przygotowaną pod kierunkiem Aleksandra Gieysztora – pracę doktorską na temat polskiej kultury kulinarnej w średniowieczu. W 1963 praca ta została opublikowana pod tytułem "Konsumpcja żywnościowa w Polsce średniowiecznej". Pomimo niewielkiego nakładu publikacji (750 egzemplarzy) praca ta stała się popularną publikacją dziedzinową i szybko została uznana za klasyk w dziedzinie historii kulinarnej oraz społecznej historii życia codziennego.
Tytuł profesora uzyskała w 1980 – wg innych źródeł (baza Ludzie Nauki) w 1993.
Ze względu na język publikacji, jej prace naukowe pojawiły się początkowo tylko w Europie Wschodniej. Wyjątek stanowił artykuł z 1960 roku opublikowany w języku francuskim. Jednak już w 1973 roku opublikowała angielskie streszczenie swoich badań nad historią żywienia w Polsce, po raz pierwszy udostępniając wyniki swoich badań historykom zachodnim. Publikację utrudniał fakt, że Maria Dembińska doszła do odmiennych wyników w swoich badaniach i chciała spojrzenia na doktrynę zdeterminowaną przez marksistów.
W okresie późniejszym jej artykuły naukowe oraz publikacje książkowe były publikowane w językach polskim, angielskim, francuskim i niemieckim.
Podsumowanie jej pracy naukowej zostało opublikowane w języku angielskim w formie książkowej dopiero w 1999 roku, tj. trzy lata po jej śmierci.

## Publikacje
Artykuły i publikacje książkowe:
- Dembińska, Maria (1957) W sprawie stosowania metody statystycznej w badaniach archeologicznych;
- Dembińska, Maria (1957) Z badań nad rozwojem miast płn.-włoskich we wczesnym średniowieczu;
- Dembińska, Maria (1958) Kilka uwag o roli bratnictwa w gospodarce wiejskiej polskiego średniowiecza;
- Dembińska, Maria (1960) Les méthodes de recherches sur l'alimentation en Pologne médiévale;
- Dembińska, Maria; red. Francastel, Pierre (1960) Les origines des villes polonaises, Les : mémoires et exposés de Dęminska [...] / recueil de travaux publiés par Pierre Francastel;
- Dembińska, Maria; Hensel, Witold (1960) Polska przed tysiącem lat;
- Dembińska, Maria (1961) Próba obliczenia wysokości plonów w królewskich dobrach allodialnych w XIV wieku;
- Dembińska, Maria (1962) Early mediaeval town as a centre of foodstuff consumption;
- Dembińska, Maria (1962) Karol Potkański jako historyk pierwotnego osadnictwa na tle badań Puszczy Kurpiowskiej;
- Dembińska, Maria (1963) La consommation alimentaire en Pologne médiévale;
- Dembińska, Maria (1963) Konsumpcja żywnościowa w Polsce średniowiecznej;
- Dembińska, Maria (1963) Przegląd badań nad historią lasów średniowiecznej Francji;
- Dembińska, Maria (1964) Z przeszłości Szczecina;
- Dembińska, Maria (1965) Le premier Congrès International d'Archéologie Slave tenu a Varsovie di 14 au 18 septembre 1965;
- Dembińska, Maria (1965) Z problematyki badań nad strukturą upraw niektórych zbóż w I tysiącleciu n.e.;
- Dembińska, Maria (1966) I Międzynarodowy Kongres Archeologii Słowiańskiej[8];
- Dembińska, Maria; Niewęgłowski, Andrzej; Kotulowa, Anna (1966) Z badań nad osadnictwem w okresach późnolateńskim i rzymskim na Mazowszu;
- Dembińska, Maria (1967) Las średniowieczny – eksploatacja rabunkowa czy gospodarka;
- Dembińska, Maria (1967) Udział zbieractwa w średniowiecznej konsumpcji zbożowej;
- Dembińska, Maria (1970) Dorobek wydawniczy Towarzystwa (1945–1970);
- Dembińska, Maria (1970) La palèobotanique, science auxiliare de l'histoire;
- Dembińska, Maria (1970) Racje czy normy żywnościowe : (uwagi na marginesie pracy A. Wyczańskiego);
- Dembińska, Maria (1970) Z dziejów regionu konińskiego;
- Dembińska, Maria (1971) Historical research on food consumption in Poland;
- Dembińska, Maria (1973) Przetwórstwo zbożowe w Polsce średniowiecznej (X–XIV wiek);
- Dembińska, Maria (1975) "Racje" żywnościowe w drugiej połowie XIX wieku : (uwagi na marginesie artykułów D.J. Oddy'ego);
- Dembińska, Maria (1978) Historia kultury materialnej Polski w zarysie;
- Dembińska, Maria; Hensel, Witold; Podwińska, Zofia (1978) [Historia kultury materialnej Polski : w zarysie: tom. 1]: Od VII do XII wieku;
- Dembińska, Maria (1979, 1984) Agriculture, colonisation, foret: controverse ou unité?;
- Dembińska, Maria; Molenda, Danuta; Balcerzak, Elżbieta (1979) Dzienne porcje żywnościowe w Europie w IX–XVI w. [Dzienne racje żywnościowe w Europie w IX–XVI w.], ISBN 978-83-04-00071-1;
- Dembińska, Maria (1986) Women in daily life of medieval Poland;
- Dembińska, Maria (1987) Wyżywienie oficerów w osiemnastowiecznym Poznaniu – arytmetyka a rzeczywistość : (uwagi na marginesie artykułu B. Więcławskiego);
- Dembińska, Maria (1988) Method of meat and fish conservation in the light of archaeological and historical sources;
- Dembińska, Maria (1989) Szkice z dziejów materialnego bytowania społeczeństwa polskiego, ISBN 978-83-04-03194-4;

Publikacje, które ukazały się po śmierci autorki:
- Dembińska, Maria (1999) Food and drink in medieval Poland : Rediscovering a cuisine of the past, ISBN 978-0-8122-3224-0;
- Dembińska, Maria (1999) Jedzenie i picie w średniowiecznej Polsce: ponowne odkrycie kuchni przeszłości, przekład Magdalena Thomas, poprawiona przez Williama Woysa Weavera, ISBN 0-8122-3224-0;
- red. Dembińska, Maria; Arkuszewski, Antoni; Ciepłowska, Stanisława; Epsztein, Tadeusz; Górzyński, Sławomir; Kiersnowski, Ryszard; Konarska, Barbara; Leskiewiczowa, Janina (t. 6: 2002) Ziemianie Polscy XX wieku : Słownik biograficzny, ISBN 83-7181-224-8.